# Hanna Cederin
Hanna Erika Cederin, född 18 maj 1988 i Östersund, är före detta sammankallande för Vänsterpartiets programkommission som skriver partiets nya partiprogram, samt nu anställd av Centrum för marxistiska samhällsstudier. Hon var förbundsordförande för Ung Vänster under åren 2015–2017. Hon valdes till ordförande vid kongressen i Karlstad 14–17 maj 2015, då hon efterträdde Stefan Lindborg. Hennes karriär i Ung Vänster startade 2002 där hon bortsett från ha varit förbundsordförande tidigare bland annat arbetat som förbundssekreterare. Cederin är också instruktör i feministiskt självförsvar.

## Politiska utspel
Under sin tid som förbundsordförande kritiserade Hanna Cederin starkt regeringen Löfven för den förda asylpolitiken. I Expressen 23 oktober 2015 anklagade hon regeringen för att vara ryggradslös: "Flyktingöverenskommelsen är skamlig och sorglig för alla oss som ville möta flyktingkrisen med solidaritet och bygga Sverige till en stark och fungerande fristad."